# Donel Jack'sman
Donel Jack'sman est un humoriste et acteur animateur et chroniqueur de radio et de télévision français.
De 2011 à 2014, il est l'un des sociétaires de l'émission On n'demande qu'à en rire sur France 2 où il se fait connaître du grand public.

## Carrière

### Format et débuts
Après une formation théâtrale au Cours Florent, Donel Jack'sman décide de se lancer dans le one-man-show. Il écrit et met en scène son premier spectacle J’raconte ma life en 2008.

### Scène et comédie
Il intègre le festival Juste pour rire en tant que jeune talent. Il remporte, en 2007, la première édition de La Route du rire, parrainée par Volkswagen et la radio Rire et Chansons, et gagne une voiture. Donel se produit, entre autres, au festival Youhumour de Saint-Orens-de-Gameville. Il apparaît ensuite à la télévision notamment dans des séries télévisées.
Après plusieurs festivals, il quitte Juste pour rire et écrit son deuxième spectacle, J'raconte toujours ma life, qu'il joue au Théâtre du Point-Virgule.
En 2009, il crée le festival Rires à Villiers avec le soutien de la commune de Villiers-le-Bel,,.
De 2011 à 2014, il est l'un des candidats pensionnaires de l'émission On n'demande qu'à en rire sur France 2 avec 55 passages. Il y remporte la troisième saison en 2013.
Le 23 décembre 2018, Donel Jack'sman est traité de « sale noir » à trois reprises lors de l'une de ses performances au Théâtre de la Cité de Nice. Il reçoit alors plus d'une centaine de soutiens, dont celui du ministre de l'Intérieur Christophe Castaner,, et du président Emmanuel Macron. Après quelques jours de réflexion, il décide de porter plainte contre X même s'il sait qu'il est impossible de retrouver le coupable. Il décide alors de revenir jouer au Théâtre de la Cité le 27 janvier 2019.

### Télévision
Le 19 août 2019, M6 annonce que Donel Jack'sman rejoint le groupe afin de présenter la seconde partie de l'émission La France a un incroyable talent (La France a un incroyable talent, ça continue...). Il remplace ainsi Jérôme Anthony qui assurait la présentation depuis 2009. Comme son prédécesseur, Donel Jack'sman emmène les téléspectateurs dans les coulisses du prime-time, effectue les interviews des candidats et des jurés tout en faisant la transition entre des numéros venant de l'étranger et filmés dans les versions internationales de l'émission. Il n'anime ce programme qu'une seule saison, en étant remplacé par Pierre-Antoine Damecour.
En 2020, il est choisi par France 2 pour animer en première partie de soirée sur la chaîne, Surprise sur prise ! avec Laury Thilleman et Tom Villa,,, puis devient, sur  la même chaîne, chroniqueur dans l'émission Les Enfants de la télé animée par Laurent Ruquier.

## Débuts dans le rap
Donel Jack'sman commence une carrière de rappeur en 1999 sous le pseudo d'Abiotik. Il apparaît notamment sur la compilation Rap Wars en compagnie de Kazkami, sur l'album Combines de MC Janik en compagnie d'Armaguédon, sur les mixtapes SOS freestyle 3 et Darkside la mixtape. En 2001, il fait brièvement partie du collectif « Ghetto Star » aux côtés d'Ärsenik, K.ommando Toxik, Armaguédon, Kazkami, etc. Il rappe à leurs côtés sur le titre Ghetto Superstar sur la compilation Sachons dire non vol 2,. C'est sa dernière participation en tant que rappeur.

## Activités artistiques et médiatiques

### Cinéma
- 2011 : La femme du Vème de Pawel Pawlikowski : le douanier[22]
- 2020 : Vaurien de Peter Dourountzis : Salomon[23]
- 2022 : Classico de Nathanaël Guedj et Adrien Piquet-Gauthier : Evian[24]

### Télévision

#### Séries télévisées[25]
- 2021 : Carrément craignos - (France.tv) : Jacob[26]
- 2009 : Brigade Navarro - épisode "Mascarade" (TF1)
- 2009 : Équipe médicale d'urgence (France 2)

#### Émissions
- 2008 : Pliés en 4 (France 4) : participant
- 2010 : On va faire le show (BDM TV)
- 2010 : JJDA (IDF1)
- 2011 : Les chéris d'Anne (NRJ 12) : participant
- 2011 - 2014 : On n'demande qu'à en rire (France 2) : candidat/sociétaire
- 2012 : Avis à la population (France Ô)
- 2012 : Castel Live Comedy (Canal 2 International)
- 2012 : Roumanoff et les garçons (France 2) : participant
- 2012 : Fidèles au poste ! (France 4) : participant
- 2014 : L'Émission pour tous (France 2) : participant
- 2019 : La France a un incroyable talent, ça continue... (M6) : animateur
- 2020 : Surprise sur prise[27] (France 2) : coanimation avec Laury Thilleman et Tom Villa
- Depuis 2021 : Tout le monde a son mot à dire (France 2) : sociétaire
- 2021 : Rire ensemble contre le racisme (France 2) : animateur avec Jean-Luc Lemoine et Nadege Beausson Diagne
- Depuis 2021 : Les Enfants de la télé (France 2) : chroniqueur
- 2022 : Le Meilleur Pâtissier Spécial célébrités (saison 5) sur Gulli : candidat
- 2024 : Notre vraie nature (France 2) : participant

### Théâtre
- 2008 : J'raconte ma life[28], écrit et mis en scène par Donel Jack'sman.
- 2011 : J'raconte toujours ma life[29], écrit et mis en scène par Donel Jack'sman avec la collaboration artistique de Jérôme Daran.

- 2016 : On se connaît pas, on ne se juge pas[30], écrit et mis en scène par Donel Jack'sman.
- 2019 : Ensemble , écrit et mis en scène par Donel Jack'sman.
- 2025 : Arrêtez ça !

### Radio
- 2009 : Nouveaux Talents sur Rire et Chansons.
- 2021 : Le Club de l'Hiver[31] sur Europe 1 : chroniqueur.